# Matt Schaub
Matthew Rutledge Schaub (* 25. Juni 1981 in Pittsburgh, Pennsylvania) ist ein ehemaliger US-amerikanischer American-Football-Spieler auf der Position des Quarterbacks. Zuletzt spielte er für die Atlanta Falcons in der National Football League (NFL).

## Frühe Jahre
Schaub ging auf die Highschool in West Chester, Pennsylvania. Später besuchte er die University of Virginia. Hier schaffte er es, für das College-Football-Team 23 Universitäts-Rekorde aufzustellen, unter anderem die meisten Touchdown-Pässe (56), meiste Passversuche (1.069) und die meisten angekommenen Pässe (716).

## NFL

### Atlanta Falcons
Schaub wurde im NFL-Draft 2004 von den Atlanta Falcons in der dritten Runde an 90. Stelle ausgewählt. Er ging als Backup-Quarterback hinter Michael Vick in seine erste Saison. Insgesamt brachte er es auf 6 Spiele. In der Saison 2005 spielte er fünf Spiele als Quarterback, außerdem war er 2005 und 2006 als Holder bei Field Goals und Extrapunkten aktiv.

### Houston Texans
Am 22. März 2007 tradeten die Falcons Matt Schaub zu den Houston Texans. Am selben Tag entließen die Texans ihren Quarterback David Carr. Somit wurde Schaub in seiner ersten Saison für die Texans Starter auf der Position des Quarterback. In seinen ersten zwei Spielen warf er mit über 220 Yards die Texans zum Sieg. Am 4. Spieltag, gegen sein vorheriges Team, den Atlanta Falcons, warf er über 300 Yards. Im Laufe der Saison verletzte sich Schaub, und die Texans beendeten die Saison mit sechs Siegen und zehn Niederlagen.
2008 wurde er wieder zum Starter ernannt. Der Saisonstart verlief eher schlecht für ihn. Nach vier Niederlagen aus vier Spielen konnte sich Schaub jedoch fangen, er warf im Saisonspiel gegen die Jacksonville Jaguars Pässe für 379 Yards. Das reichte für den ersten Saisonsieg (29-28). Wegen einer Knieverletzung konnte er jedoch auch seine zweite Saison bei den Texans nicht komplett durchspielen.
2009 schafften es die Texans das erste Mal, mehr Siege als Niederlagen (9-7) in ihrer Franchise-Geschichte einzufahren. Schaub warf hier für 4.770 Yards und 29 Touchdowns. Er wurde das erste Mal in den Pro Bowl gewählt.
2012 wurde Schaub zum zweiten Mal in den Pro Bowl gewählt.

### Oakland Raiders
Am 21. März 2014 wurde Schaub zu den Oakland Raiders getradet. Die Raiders entschieden sich jedoch, Rookie-Quarterback Derek Carr als Starter aufzustellen und Schaub nur als Backup.

### Baltimore Ravens
Am 31. März 2015 unterschrieb Schaub einen Einjahresvertrag bei den Baltimore Ravens. Nach einer Verletzung vom Ravens-Quarterback Joe Flacco bekam nicht Matt Schaub den Job als Starter, sondern Jimmy Clausen. Schaub absolvierte nur zwei Spiele für die Ravens (ein Sieg, eine Niederlage).

### Rückkehr zu den Atlanta Falcons
Am 9. März 2016 unterschrieb Schaub einen Einjahresvertrag bei den Atlanta Falcons. Hier war er Backup für Matt Ryan. Am 8. März 2017 weitete er seinen Vertrag um weitere zwei Jahre bei den Falcons aus. Am 2. März 2019 unterschrieb er für weitere zwei Jahre bei den Falcons. Am 27. Oktober 2019 begann er nochmal ein Spiel als Starter. Er warf für 460 Yards, einen Touchdown und eine Interception. Nach der Saison 2020 gab Schaub sein Karriereende bekannt.